# 田尻寅雄

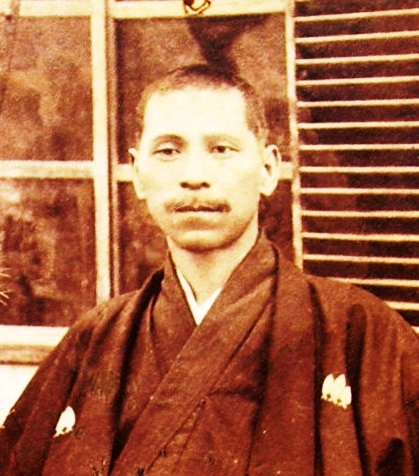
田尻　寅雄

田尻 寅雄（たじり とらお、1866年4月6日 - 1947年）は、日本の医学者。
東京芝白金に北里柴三郎が設立した「土筆ケ岡養生園」で医師として勤務し、同時に「私立衛生会伝染病研究所」の助手として細菌学研究に従事した。
熊本初のハンセン病病院、回春病院初代院長として、ハンナ・リデルを助け病院の充実に努めた。

## 略歴
1866年（慶応2年）熊本県玉名市天水町立花に肥後国田尻氏の本流として生まれる。
代々医師の家系で父であり医師、田尻宗彦（そうげん1824ー1896）は村田家と同様熊本藩の産科医として有名であった。細川家の上級医師（御目見医師）で、田尻宗彦の元には、唐津藩の命により草場見節が産婦人科の修行に来ていた。
明治12年国友昌（古照軒）につき、普通学および漢学修行。
明治13年友枝章蔵につき普通学および漢学修行。
明治19年熊本県立医学校入学。（熊本医科大学 (旧制)に記載）、勅令第148号により、県立医学校が廃止になった為、明治21年第五高等中学医学部（長崎市に存在）へ入学。
卒業後、明治26年東京芝白金に北里柴三郎が福澤諭吉の支援で建設した「土筆ケ岡養生園」（つくしがおかようじょうえん）（結核専門病院である）に医員として奉職。
傍ら明治29年2月まで「私立衛生会伝染病研究所」助手を北里柴三郎より命ぜられ、細菌学を研究。第7169号をもって医術開業免状を受領。
明治29年医学得業士の称号を受領。明治30年熊本県玉名市天水町立花に開業、その傍らハンナ・リデルが開設した私立熊本回春病院院長となり、専らハンセン病患者の治療に従事した。
妻、安枝は原敬首相時代、政友会幹事長を務めた衆議院議員江藤哲蔵の妹。

## エピソード
熊本市の本妙寺は、加藤清正信仰によって全国よりハンセン氏病患者が集まっていた。そこに癩病院が設置されたが、長らく誰がどのような経緯で作ったか謎だった。それが「田尻寅雄日記」により田尻寅雄が中心となり、土肥慶蔵、岡田和一郎、リデルらと協議し設置・診察していたことが判明した。
旧玉名郡天水村出身の俳優・笠智衆は、寅雄の息子と同級生で、子どもの頃は田尻家でよく食事をご馳走になっていた。笠が上京後、松竹キネマの俳優研究所で養成を受けていたとき、笠の実家の父が亡くなり、実家の寺を継ぐことになった。しかし、一旦は寺の住職となったものの、俳優研究所に戻りたくなった笠は、村の顔役であった寅雄に泣きついた。そこで寅雄が当時台湾にいた笠の兄を説得して帰国させたため、笠は住職を辞め、東京の俳優研究所に復帰することができたという。

## 関連文献
- 熊本回春病院事務所 編『ミス・ハンナ・リデル』30頁（熊本回春病院,1934）
- 『天水町史』548頁,930頁（天水町,2005）